# Macaravita
Macaravita là một khu tự quản thuộc tỉnh Santander, Colombia. Thủ phủ của khu tự quản Macaravita đóng tại Macaravita Khu tự quản Macaravita có diện tích 58 ki lô mét vuông. Đến thời điểm ngày 28 tháng 5 năm 2005, khu tự quản Macaravita có dân số 3809 người.